# 康都曲

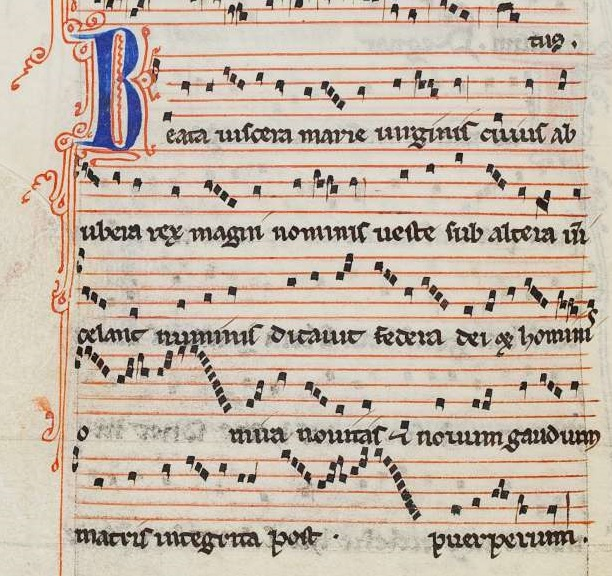
一首康都曲Beata viscera，作於1099年

康都曲（Conductus），是11至13世紀以拉丁文押韻詩為歌詞創作的歌曲，原先用於中世紀禮儀劇，那時為單音歌曲。後來發展出複音康都曲，尺度接近和聲式，曲調皆為原創，是最早的原創複音音樂。